# Erebia isolata
Erebia isolata är en fjärilsart som beskrevs av Goltz 1939. Erebia isolata ingår i släktet Erebia och familjen praktfjärilar. Inga underarter finns listade i Catalogue of Life.